# Afwikkelingsbewind

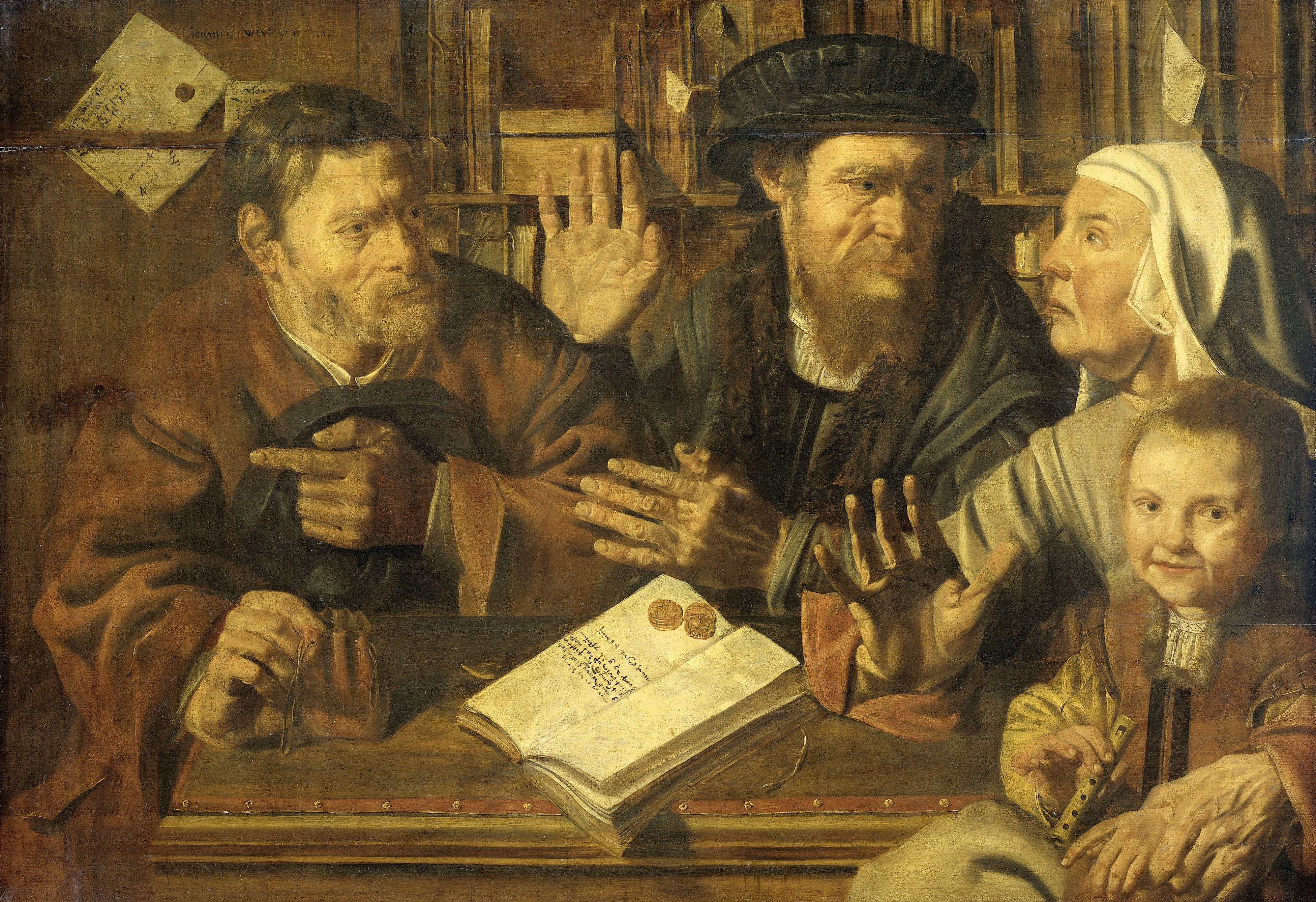
Het kantoor van de notaris - Jan Woutersz. Stap, 1629 (Collectie Rijksmuseum)

Afwikkelingsbewind is een variant op het testamentair bewind in een gemeenschappelijk belang uit het Nederlands erfrecht, dat bij testament kan worden ingesteld over een of meer goederen van de nalatenschap voor de duur van de afwikkeling van de erfenis na overlijden. Dan kan een zogenaamde afwikkelingsbewindvoerder het beheer over de nalatenschap voeren in het gemeenschappelijk belang van alle erfgenamen en er op grond van bijzondere wettelijke bevoegdheden aan bijdragen dat men tot een goede afwikkeling en verdeling komt. De term staat niet in de wet, deze noemt alleen het testamentair bewind, het woord is bedacht binnen het notariaat.
Het Belgisch erfrecht kent geen regeling voor het bewind, dat kent alleen de testamentuitvoerder. Binnen het Belgisch notariaat is wel de zogenaamde bewindsclausule ontwikkeld en jarenlang in testamenten gebruikt, maar deze is in 2022 door het Hof van Beroep Antwerpen nietig verklaard wegens strijd met fundamentele rechtsbeginselen en de openbare orde.

## Inleiding

### Bevoegdheden bewindvoerder
Een testamentair bewindvoerder over een gemeenschap van goederen, wat een erfenis met meerdere erfgenamen is, heeft twee bijzondere wettelijke bevoegdheden om de volledige afwikkeling en verdeling van een nalatenschap te bewerkstelligen wanneer niet van alle erfgenamen de voor bepaalde beslissingen vereiste toestemming en medewerking kan worden verkregen. De bewindvoerder mag in die situatie de kantonrechter om een plaatsvervangende machtiging vragen (art. 4:169 lid 3 BW) en mag een vordering tot verdeling bij de rechtbank instellen (art. 4:170 lid 1 BW), bevoegdheden die normaal gesproken alleen de deelgenoten van een goederengemeenschap toekomen. De wet kent de bewindvoerder bij een bewind in een gemeenschappelijk belang niet de bevoegdheid toe de erfenis zelfstandig te verdelen zonder toestemming en medewerking van alle erfgenamen, ook niet als de bewindvoerder een van de erfgenamen is. De wet biedt een testamentmaker niet de mogelijkheid aan een bewindvoerder zelfstandig bevoegdheden toe te kennen die buiten de grenzen van de ingestelde bewindsvorm gaan. Bewindvoering is in het Nederlands recht een onzelfstandige functie ter uitvoering van een bewind en wat betreft bevoegdheden en verplichtingen ondergeschikt aan de ingestelde bewindsvorm.
In het notariaat en de estate planning worden modelregelingen gebruikt voor het opmaken van een testament waarin bepalingen staan die de wettelijke bevoegdheden van de bewindvoerder uitbreiden, soms zo vergaand dat in het testament komt te staan dat de bewindvoerder de erfenis zelfstandig mag afwikkelen en verdelen, ook zonder toestemming en medewerking van de erfgenamen. Men noemt de notariële constructie driesterrenexecuteur, turbo-executeur of executeur-afwikkelingsbewindvoerder. De wet kent echter geen uiterste wilsbeschikking waarmee in een testament zulke vergaande bevoegdheden aan de bewindvoerder kunnen worden gegeven. De advisering om deze constructies te gebruiken berust op de veronderstelling van een notaris die de modelregeling ontwierp, dat wetgever bij behandeling van het wetsvoorstel erfrecht heeft verklaard dat dit mogelijk is. In voorlichting aan consumenten wordt deze modelregeling doorgaans gepresenteerd als rechtsgeldig.
Onafhankelijke juristen en erfrechtsgeleerden wijzen er op dat wetgever het tegenovergestelde heeft verklaard, namelijk dat het nadrukkelijk niet de bedoeling was een erflater (degene die een testament maakt) de mogelijkheid te bieden na overlijden een derde juridisch zeggenschap te geven over de nalatenschap en bij de verdeling. Wetgever is hierop nooit teruggekomen.
Het Belgisch erfrecht kent geen regeling voor het bewind, dat kent alleen de testamentuitvoerder. Binnen het Belgisch notariaat is wel de zogenaamde bewindsclausule ontwikkeld en jarenlang in testamenten gebruikt, maar deze is in 2022 door het Hof van Beroep van Antwerpen nietig verklaard wegens strijd met fundamentele rechtsbeginselen en de openbare orde.

### Zeggenschap erfgenamen
Bij overlijden gaan alle eigendomsrechten en -plichten aan de nalatenschap automatisch direct van overledene over op de erfgenaam of gezamenlijke erfgenamen, zonder juridische formaliteiten (art. 4:182 BW), dat wordt de Saisine genoemd. Deze wettelijke regeling voor de manier waarop een nalatenschap in Nederland bij overlijden op anderen wordt overgedragen is dwingendrechtelijk, wat betekent dat er niet van kan worden afgeweken bij testament of overeenkomst. De wet biedt wel de mogelijkheid dat mensen in afwijking van de wettelijke regeling voor erfopvolging zelf kunnen bepalen wie wel of niet erfgenaam is en wat de grootte van hun erfdelen is (art. 4:1 BW), maar er kan niets veranderd worden aan de manier van overdracht. Op grond van de saisine hebben daarom direct na overlijden alleen de erfgenamen de meest vergaande bevoegheden over de erfenis en mogen alleen zij de beschikkingshandelingen verrichten die nodig zijn om een erfenis verdeelklaar te maken en te verdelen. Beslissingen over de verdeling kunnen alleen in unanimiteit worden genomen, komt men er samen niet uit, kan alleen de rechter beslissen, niet een bij testament aangewezen persoon. De vergaande bevoegdheid die de erfgenamen na overlijden op grond van de wet hebben, kan hen namelijk niet rechtsgeldig worden afgenomen door bepalingen in een testament. Noch het huidige erfrecht, noch het goederenrecht kent de mogelijkheid de eigendomsbevoegdheden die nodig zijn om een erfenis verdeelklaar te maken en te verdelen, in handen van een ander dan de erfgenamen te leggen. Het erfrecht kent een gesloten stelsel van uiterste wilsbeschikkingen, net als het goederenrecht een gesloten stelsel is voor de vormen van eigendom, dat betekent dat er bij testament geen nieuwe mogelijkheden voor de overgang van nalatenschapsgoederen kunnen worden ontworpen, deze althans na overlijden niet in rechte kunnen worden afgedwongen.
Bepalingen in een testament dat is opgemaakt onder het huidige erfrecht, die de bevoegdheid tot verdeling van de nalatenschap bij anderen leggen dan de gezamenlijke erfgenamen, vallen niet binnen de reikwijdte van een uiterste wilsbeschikking of bij een in het goederenrecht geboden manier van overdracht van eigendomsrechten en hebben daarom geen erfrechtelijke of goederenrechtelijke werking. Onder het oude erfrecht was het wel mogelijk bij testament aanwijzingen te geven voor de verdeling, dat werd ouderlijke boedelverdeling genoemd, maar deze bepaling is afgeschaft en er is niets nieuws voor in de plaats gekomen. Staat zo'n bepaling in een testament dat onder oud recht is opgemaakt, blijft de bepaling geldig als de testamentmaker na inwerkingtreding van het huidige erfrecht is overleden of overlijdt. Wordt een dergelijke bepaling onder het huidige recht in een tesatment opgenomen, kan daar na overlijden geen erfrechtelijke werking aan worden toegekend. 
Testamentaire bepalingen die eigendomsrechten van wilsbekwame erfgenamen aan de nalatenschap inperken zijn bovendien in strijd met het grondrecht op ongestoord genot van eigendom, een nationale wettelijke regeling die dat toestaat moet mogelijk buiten werking worden geacht wegens strijd met verdragsrecht (EVRM art. 1 EP). Hoofdregel voor het opleggen van beperkingen is dat dit alleen kan bij nationale wetgeving die is uitgevaardigd in het algemeen belang. De goede afwikkeling en verdeling van een nalatenschap in particuliere hand is een privé aangelegenheid en wordt over het algemeen niet gezien als van openbare orde. Het zou daarom kunnen zijn dat een eventuele wettelijke basis voor het geven van vergaande eigendomsbevoegdheden aan een testamentair bewindvoerder, mocht deze er zijn, buiten werking moet worden geacht. De voldoening van schulden van een nalatenschap wordt wel gezien als van openbare orde, nadrukkelijk genoemd in de Europese Erfrechtverordening, daartoe is een bewindvoerder dus wel bevoegd en daarvoor mogen ook goederen worden verkocht als er geld nodig is om de schulden te voldoen.
Bepalingen in een testament die buiten de grenzen van de wettelijke regeling voor bevoegdheden en verplichtingen van de bewindvoerder, erfgenamen en derden gaan die voor de ingestelde bewindsvorm gelden, kunnen daarom in rechte niet worden afgedwongen. Erfgenamen kunnen zulke bepalingen in een testament vrijwillig accepteren maar een erfgenaam die het recht om zelf te mogen beslissen over verdeling van de erfenis niet aan de bewindvoerder wenst af te staan, kan een beroep op de nietigheid van de betreffende bepalingen in het testament doen, dat kan vormvrij. Wanneer niet alle betrokkenen dezelfde juridische opvatting hebben over geldigheid of nietigheid van een bepaling, kan zo nodig de rechter worden ingeschakeld.

## Modelregelingen notariaat 'afwikkelingsbewind'
Het begrip afwikkelingsbewind staat niet in de wet, het is een modelregeling bedacht binnen het notariaat voor gebruik in de testamentenpraktijk waar voornamelijk wordt gewerkt met standaardmodellen. In de standaardtekst worden meestal andere bevoegdheden en verplichtingen aan de bewindvoerder toegekend dan de algemene wettelijke regeling van afdeling 7 boek 4 Burgerlijk Wetboek noemt. Wat betreft de modelregeling voor het afwikkelingsbewind, moet worden onderscheiden tussen de wettelijke regeling voor het bewind volgens artikel 4:153 e.v. BW, die erflater bij uiterste wilsbeschikking kan instellen, en de nadere regeling voor bevoegdheden en verplichtingen van de bewindvoerder bij uiterste wil volgens artikel 4:171 BW. Het toekennen van bevoegdheden aan de bewindvoerder is geen zelfstandige uiterste wilsbeschikking, bepalingen in een testament op grond van dit wetsartikel moeten daarom binnen de bij uiterste wilsbeschikking ingestelde bewindsvorm passen om rechtsgeldig te zijn. Uit de wettelijke bepalingen voor de drie verschillende bewindsvormen omtrent bevoegdheden en verplichtingen van erfgenamen vloeit voort, dat uitoefening van bevoegdheden door een bewindvoerder beperkingen kan meebrengen op de uitoefening van eigendomsrechten van de erfgenamen. Afhankelijk van de reden voor het instellen van een bewind, de grootte en of complexiteit van de nalatenschap alsmede de leeftijd, ervaring en gesteldheid van de erfgenamen, kunnen deze beperkingen al dan niet gerechtvaardigd zijn. 
De Nederlandse notaris maakt ook gebruik van een modelregeling voor testamenten met bepalingen voor de bewindvoerder om zonder toestemming en medewerking van de erfgenamen zelfstandig af te mogen wikkelen en te verdelen. Zulke bepalingen kunnen worden opgenomen in een testament, maar het zijn beschikkingshandelingen die buiten de reikwijdte van het bewind in een gemeenschappelijk belang vallen en hebben daarom na overlijden in de regel geen erfrechtelijke werking. Doel van deze modelregeling is de wettelijke rechten van erfgenamen te doen verstikken door op papier te simuleren dat erflater na overlijden nog zeggenschap over de nalatenschap heeft als ware hij eigenaar, bij monde van de bewindvoerder. Of een executeur krijgt dit als testamentaire last opgelegd. Men noemt dit model turbo-executeur, driesterren-executeur of executeur-afwikkelingsbewindvoerder. Deze regeling is volgens de ontwerper ervan niet onder te brengen bij een uiterste wilsbeschikking en heeft slechts verbintenisrechtelijke werking, wat meebrengt dat de zakelijke rechten van erfgenamen er niet door kunnen worden beperkt.
Deze notariële modelregeling is niet gebaseerd op geldend recht maar enkele geleerden in het notarieel recht en de erfbelasting menen dat de Hoge Raad deze ooit voor rechtsgeldig zal kunnen houden, anderen menen van niet. Er is geen bestendige hogere rechtspraak. De Hoge Raad bepaalde onder het oude recht dat de bij testament met extra bevoegdheden opgetuigde testamentuitvoerder, de zogenaamde executeur-boedelberedderaar, niet mocht verdelen. In 2008 bepaalde de Hoge Raad over een testament opgesteld onder het oude recht, met overlijden van de testamentmaker onder het huidige recht, dat deze oudrecht-figuur gelijk gesteld moet worden met de beheersexecuteur van het huidige recht. Het arrest is bevestigd in 2013.
Maakt een bewindvoerder gebruik van buitenwettelijke bevoegdheden op basis van een testament met driesterren executeur en gaat een erfgenaam daar niet mee akkoord, kan tegenover de bewindvoerder een beroep worden gedaan op de nietigheid of vernietigbaarheid van de betreffende testamentaire bepalingen. Is de bewindvoerder het daar niet mee eens, of andere erfgenamen of een schuldeiser, kan het verschil van mening alleen worden beslecht door het oordeel van de rechter. Een testamentair bewindvoerder heeft in beginsel niet het recht hier zelfstandig te beslissen, hij neemt dan 'het recht in eigen hand' (eigenrichting) wat in Nederland slechts bij hoge uitzondering is toegestaan.

### Grondrecht ongestoord genot eigendom
Er is nog geen jurisprudentie of de door de nationale wetgever aan erflater gegeven mogelijkheid, beperkingen op het ongestoord genot van eigendom van de erfgenamen te bewerkstelligen door de nalatenschap bij uiterste wilsbeschikking onder bewind te stellen om tot een goede afwikkeling na overlijden te komen, in lijn is met de voorwaarden voor beperking van eigendomsrechten uit het Europees Verdrag voor de Rechten van de Mens (artikel 1 Eerste protocol) en het Handvest van de Grondrechten van de Europese Unie (artikel 17). Hoofdregel in het verdragsrecht is, dat alleen beperkt mag worden op basis van door de nationale wetgever uitgevaardigde wetgeving die in het algemeen belang is. De voldoening van schulden van de nalatenschap en inning van belastingen worden als algemeen belang erkend. Maar het afwikkelen van een nalatenschap wordt beschouwd als een particuliere aangelegenheid. Verschil van mening onder deelgenoten in een erfgemeenschap over bestuur van het onder bewind gestelde zag het Gerechtshof ’s-Hertogenbosch in 2021 niet als geldige reden voor het voortbestaan van een testamentair bewind. In België kreeg een bij testamentaire last ingesteld bewind over goederen van een wilsbekwame meerderjarige in 2022 fundamentele kritiek van het Hof van Beroep Antwerpen. De relatief nieuwe Franse erfwetgeving is bij de nieuwe regels voor testamentair bewind om deze reden zeer terughoudend.

## Wettelijke regels gemeenschappelijk belang bewind
Het testamentair bewind is een uiterste wilsbeschikking die bij notariële akte of een bij de notaris in bewaring gegeven onderhandse akte kan worden ingesteld, de regels staan in afdeling 7 van boek 4 Burgerlijk Wetboek. Het afwikkelingsbewind valt onder het testamentair bewind in een gemeenschappelijk belang (art. 4:153 jo 155 lid 4 BW), de daar gegeven wettelijke regels gelden voor de bevoegdheden en verplichtingen van erfgenamen, bewindvoerder en derden. Dit bewind wordt ingesteld voor de duur van de afwikkeling van een nalatenschap als er meerdere erfgenamen zijn. Anders dan bij de testamentair executeur wordt hier geen persoon benoemd maar worden nalatenschapsgoederen onder bewind gesteld. Anders dan bij voogdij of een beschermingsbewind, wordt  dit bewind niet ingesteld omdat een erflater verwacht dat de erfgenamen zelf niet in staat zijn hun vermogensrechtelijke belangen behoorlijk waar te nemen. Het gaat er om dat de nalatenschapsgoederen zorgvuldig kunnen worden beheerd en de nalatenschap kan worden afgewikkeld in de situatie dat de vereiste unanimiteit voor beslissingen van de erfgenamen niet kan worden bereikt. Erfgenamen kunnen dan zelf de rechter inschakelen om een beslissing over de toedeling en verdeling te vragen, maar het komt regelmatig voor dat niet alle erfgenamen bekend zijn, of reageren. Daarom heeft de testamentair bewindvoerder de bijzondere wettelijke bevoegdheid gekregen zelfstandig een vordering tot verdeling bij de rechtbank in te stellen, ook als hij geen erfgenaam is (art. 4:169 BW).
Instellen van een testamentair bewind heeft gevolgen voor de manier waarop erfgenamen over de nalatenschapsgoederen kunnen beschikken in goederenrechtelijke en verbintenisrechtelijke zin, namelijk met de voor het testamentair bewind in een gemeenschappelijk belang gegeven wettelijke beperkingen op hun rechten voortvloeiend uit eigendom, bezit en houderschap, voor de door erflater bepaalde duur. Het niet bevoegd zijn zelfstandig een woning te verkopen op grond van het verbintenissenrecht heeft tot gevolg dat de eigendom zakenrechtelijk niet rechtsgeldig kan worden overgedragen (geleverd). Het bewind betreft de goederen van de nalatenschap, niet de personen, de erfgenamen blijven daarom handelingsbekwaam. Ze kunnen over de goederen beschikken met behoud van het bewind, dat betekent dat een goed alleen rechtsgeldig kan worden overgedragen terwijl het bewind er op blijft rusten. Volgens professor Perrick missen erfgenamen bij een testamentair bewind niet het vrije beheer over hun nalatenschapsgoederen als bedoeld in het vermogensrecht, bijvoorbeeld het voor de verdeling belangrijke art. 3:183 lid 1 BW.
Erfgenamen die de erfenis onder een afwikkelingsbewind ontvangen, mogen op grond van het vermogensrecht als deelgenoten in de erfgemeenschap, alle handelingen verrichten die nodig zijn voor het normale onderhoud en behoud van de goederen en handelingen die geen uitstel kunnen lijden. Hier is geen toestemming van de bewindvoerder of andere erfgenamen voor nodig (art. 3:170 BW). Voor overige beheershandelingen is wel toestemming van de bewindvoerder nodig.
Voor de eigendom, het beheer en afwikkeling van een erfgemeenschap gelden regels uit het erfrecht, vermogensrecht, de Europese Erfrechtverordening en enkele andere rechtsbronnen. Nadere regels in een testament gelden alleen bij afwikkeling van de betreffende nalatenschap en voor zover ze niet in strijd zijn met regels van dwingend recht, de goede zeden en de openbare orde of bepalingen in internationale verdragen met directe en/of horizontale werking. De wettelijke regeling waarop een testamentaire bepaling rust mag, net als alle andere wetgeving, niet in strijd zijn met de grondwet of met internationale verdragen. Het staat juridisch ter discussie, of de wet het mogelijk mag maken dat eigendomsrechten van wilsbekwame meerderjarigen die in staat zijn vermogen verstandig te beheren, privaatrechtelijk beperkt worden door het instellen van een vorm van dwangvertegenwoordiging. Bij mogelijke strijdigheid beslist de rechter op vordering van een of meer rechthebbenden of een wettelijke regel buiten werking moet blijven.

### Bevoegdheden en verplichtingen bewindvoerder
Erflater kan, als een bewind is ingesteld, de bevoegdheden en verplichtingen van de bewindvoerder nader regelen, ze kunnen daarbij ruimer of minder ruim worden vastgesteld dan de wettelijke bepalingen van aanvullend recht (art. 4:171 lid 1 BW). Deze regeling is geen zelfstandige uiterste wilsbeschikking, de bewindvoerder functioneert binnen het door erflater ingestelde bewind, daarom moeten nadere testamentaire bepalingen binnen de dwingendrechtelijke grenzen blijven van de bij uiterste wilsbeschikking ingestelde bewindsvorm. Kent een testamentaire bepaling de bewindvoerder bevoegdheden toe die botsen met rechten van de erfgenamen voortvloeiend uit eigendom, bezit of houderschap aan de door hen geërfde nalatenschapsgoederen, zijn deze bepalingen nietig, de nietigheid moet door erfgenaam of bewindvoerder worden ingeroepen.
Is bij testament een bewind ingesteld maar geen bewindvoerder aangewezen, of komt deze te ontbreken, kan na overlijden op verzoek van een belanghebbende door de kantonrechter een (rechts)persoon als bewindvoerder worden aangewezen. Anders dan bij de executeur, hoeft er geen vervangingsregeling in het testament te zijn opgenomen voor een testamentair bewindvoerder. Instelling van een bewind is het instellen van een juridische situatie, deze kan in de praktijk alleen werking ontvouwen, als er een uitvoerder is. Een bewind is daarom in het Nederlands recht altijd "inclusief" bewindvoerder en de bewindvoering moet in alle gevallen binnen de kaders van de ingestelde bewindsvorm blijven. 

### Parlementaire geschiedenis en afwikkelingsbewindvoerder
Uit de parlementaire geschiedenis blijkt herhaaldelijk dat testamentaire bepalingen op de voet van art. 4:171 BW moeten passen binnen doel en strekking van de ingestelde bewindsvorm en de rechtsfiguur bewind, vallen ze daarbuiten moeten ze voor niet geschreven worden gehouden. Zo verklaarde de minister in de Tweede Nota van Wijziging, waarmee de regeling van het testamentair bewind in het wetsontwerp voor het nieuwe erfrecht wordt ingelast, dat een testamentair bewindvoerder als taak heeft het onder bewind gestelde vermogen te beheren en voor verdergaande handelingen de bewindvoerder en rechthebbende elkaar in beginsel nodig hebben, zij het dat de toestemming van de rechthebbende door een rechterlijke machtiging kan worden vervangen. Een bewind over een nalatenschap met een onderneming houdt meer in dan het bewind over een eenvoudige particuliere nalatenschap maar hoofdregel is het vermogen tegen risico's te beschermen of om het te vereffenen. De aard van het ingestelde bewind bepaalt de rechtsgevolgen zoals in de wet worden omschreven, binnen dat kader kan een erflater aan een bewindvoerder in een testamentair beschermingsbewind de bevoegdheid geven zonder toestemming van de rechthebbende en zonder vervangende machtiging van de kantonrechter beschikkingshandelingen te verrichten. De wetgever verklaarde ook dat het onder de nieuwe wet niet langer mogelijk is bij uiterste wilsbeschikking de verdeling voor te schrijven, staan zulke bepalingen in een testament zijn ze nietig, zo ook de professoren Bernard Schols en Martin Jan van Mourik.
De afwikkelingsbewindvoerder mag gebruik maken van de bevoegdheden, en moet zich houden aan de verplichtingen, die de wet dwingendrechtelijk aan een bewindvoerder toekent bij een testamentair bewind in een gemeenschappelijk belang bij een onverdeelde gemeenschap. Zijn bijzondere bevoegdheden in een testament gegeven, mag de bewindvoerder deze alleen uitvoeren voor zover ze binnen de grenzen van de ingestelde bewindsvorm blijven. Handelingen verricht buiten deze grenzen zijn in beginsel onbevoegd genomen en kunnen door een of meer erfgenamen in rechte worden aangevochten, een levering is vernietigbaar, de bewindvoerder kan aansprakelijk worden gesteld voor daaruit voortvloeiende schade. Beroept een bewindvoerder zich op testamentaire bepalingen die nietig zijn omdat ze buiten de grenzen van het ingestelde bewind gaan, geldt hetzelfde. 

### Verbod strijd met fundamentale normen
Testamentaire bepalingen mogen in het algemeen niet in strijd zijn met fundamentele normen van het geschreven of ongeschreven recht of van dwingend recht (art. 4:44, 45 BW). De verplichting van de bewindvoerder tot het opmaken van een boedelbeschrijving, het afleggen van rekening en verantwoording, tot handelen met de zorg van een goed bewindvoerder en de regeling rond aansprakelijkheid zijn bijvoorbeeld van dwingend recht, alsmede het toestemmingsvereiste van de rechthebbenden voor bepaalde beschikkingshandelingen. Deze rechtsbeschermende regels mogen niet door bepalingen in een testament worden verzwakt (art. 4:4 BW), gebeurt dat wel zijn de testamentaire bepalingen nietig of hebben ze slechts beperkte werking. Geeft een rechthebbende geen toestemming voor een beschikkingshandeling waar toestemming vereist is, kan een bewindvoerder plaatsvervangend machtiging van de kantonrechter vragen. Ook kan hij zelfstandig een vordering tot verdeling bij de rechtbank instellen zodat een erfgenaam de afwikkeling niet op onterechte, onredelijke of onbillijke gronden kan tegenhouden (art.4:169 lid 3 BW, 4:170 lid 1 BW). Erflater kan kiezen uit de bij wet uitgeschreven strekkingen van het bewind of deze combineren. Van regelend recht zijn onder meer de beloning van de bewindvoerder, verdeling van werkzaamheden, de omstandigheid waaronder het bewind eindigt en of zaaksvervanging plaatsvindt. Hier mag erflater eigen regels bepalen.

### Rechtsgeldigheid testamentaire bepalingen afwikkelingsbewindvoerder
Zijn de regels in het testament niet duidelijk genoeg om eruit af te kunnen leiden welke bevoegdheden en verplichtingen erflater de afwikkelingsbewindvoerder wilde geven, hebben de testamentaire bepalingen geen rechtskracht en gelden de wettelijke bepalingen. Als een afwikkelingsbewindvoerder is benoemd maar geen bewind is ingesteld, moet uit de bewoordingen van het testament worden afgeleid of erflater bedoelde een executeur te benoemen of een bewind in te stellen. Als in een testament bevoegdheden zijn toegekend aan een executeur die wettelijk niet onder het executeurschap vallen maar wel onder de wettelijke regeling voor het testamentair bewind, mag volgens de wetgever worden uitgegaan van bewind, afhankelijk van wat de wens van arflater was. In de rechtspraktijk zal in zo'n geval uitleg van het testament plaats moeten vinden volgens de daarvoor geldende regels. Dientengevolge kan geen conversie plaatsvinden van bevoegdheden in een testament die buiten de rechtsfiguur bewind vallen.

## Rechten erfgenamen bij afwikkelingsbewind

De Verloren Zoon vraagt om zijn erfenis - Nicolaas Bruyn (1571-1656)

Volgens de regels van erfopvolging zijn alleen de in een testament opgenomen uiterste wilsbeschikkingen van invloed op de manier waarop de nalatenschap na overlijden op anderen overgaat (art. 4:1 BW), dit heet het gesloten stelsel van uiterste wilsbeschikkingen. De belangrijkste uiterste wilsbeschikkingen zijn opgenomen in de wet erfrecht, afdeling 5, maar ze staan ook in andere wetten. Als in een testament sprake is van een afwikkelingsbewind, hebben erfgenamen zich te houden aan de wettelijke regels voor het testamentair bewind in een gemeenschappelijk belang met de daarbij horende wettelijke beperkingen op hun rechten uit eigendom, bezit en houderschap. Deze beperkingen kunnen gerechtvaardigd worden met het algemeen belang dat schuldeisers en de belastingdienst hebben bij nakoming van erfrechtelijke verplichtingen en bij een geordend rechtsverkeer. Als bij testament ook een beheersexecuteur is benoemd, waardoor voor erfgenamen verdergaande eigendomsbeperkingen gelden, zijn deze belangen al gediend en moeten wettelijke eigendomsbeperkingen bij het bewind mogelijk buiten werking worden geacht wegens strijd met het Europees grondrecht op ongestoord genot van eigendom.
Nadere bepalingen in een testament voor bevoegdheden en verplichtingen van een bewindvoerder krachtens artikel 4:171 BW hebben slechts verbintenisrechtelijke werking en mogen niet in strijd zijn met dwingend recht, zoals het ongestoord genot van eigendom op het de erfgenamen toekomend deel van de (onverdeelde) nalatenschap (art. 4:44, 45 BW). Zijn ze dat wel, moeten ze in beginsel voor nietig worden gehouden. Ook ongeoorloofd zijn bepalingen in strijd met ongeschreven fundamentele rechtsnormen of die erfgenamen belemmeren in de uitoefening van rechten die hen op grond van het erfrecht toekomen (4:4 BW).

### Rechten op grond van het vermogensrecht
Rechthebbenden mogen alle beheershandelingen verrichten die deelgenoten in een gemeenschap toekomen krachtens artikel 3:170 en 3:190 BW en zijn bevoegd andere rechtshandelingen te verrichten met behoud van het bewind (art. 4:167 lid 3 BW). Bij een afwikkelingsbewind kunnen erfgenamen hun eigendomsrechten uitoefenen door het onthouden van toestemming aan een voorgenomen beschikkingshandeling van de bewindvoerder of niet mee te werken aan levering. Negeert een afwikkelingsbewindvoerder (grond-)rechten van erfgenamen die hen krachtens nationaal of internationaal recht toekomen met een beroep op testamentaire regels, moet beoordeeld worden of de testamentaire regeling rechtsgeldig is, dan wel of de wettelijke bepaling waarop de testamentaire bepaling rust rechtskracht toekomt. De bevoegdheid handelingen van gewoon onderhoud te verrichten en handelingen die geen uitstel kunnen lijden, mogen niet door een bewindvoerder worden doorkruist.

### Nietigheid inroepen
Wetgever heeft aangegeven dat de nadere regeling van bevoegdheden en verplichtingen krachtens artikel 4:171 binnen de rechtsfiguur bewind moet passen en verdeling door de testamentair bewindvoerder slechts mogelijk is met toestemming van de deelgenoten of vervangende machtiging van de kantonrechter.
De wet kent geen uiterste wilsbeschikking om de verdeling te bepalen of deze aan een derde op te dragen en het is niet toegestaan bij testament een niet in de wet genoemde uiterste wilsbeschikking te creëren, bepalingen die dat wel doen worden door de rechter voor nietig gehouden. Als deze bevoegdheid aan een bewindvoerder wordt gegeven, is de bepaling daarom mogelijk in strijd met dwingend recht ter bescherming van de eigendom van erfgenamen. Ook is het niet toegestaan de testeervrijheid na overlijden in handen van een derde te leggen (verboden wilsdelegatie). Volgens de wettelijke regels van erfopvolging kunnen erfgenamen een nalatenschap daarom niet verkrijgen met deze beperkingen op hun eigendomsrechten en hoeven dat niet te dulden.
Is een erfgenaam het niet eens met een beschikkings- of andere rechtshandeling van de bewindvoerder die zijn eigendomsrechten aantast, of zeggenschap over de nalatenschap niet respecteert, ook al beroept de bewindvoerder zich op het testament, dient een beroep op de nietigheid van de betreffende testamentaire bepaling te worden gedaan. Wordt in onderling overleg geen werkbare oplossing gevonden, kan de kwestie door erfgenaam of bewindvoerder aan de rechter worden voorgelegd. Dat kan de kantonrechter zijn met een verzoek tot ontslag bewindvoerder en eventueel vervanging, of de rechtbank met een vordering tot onder meer nietigverklaring, verdeling of verklaring voor recht.

### Handelen in gemeenschappelijk belang
Het testamentair bewind in een gemeenschappelijk belang kadert uitoefening van de functie afwikkelingsbewindvoerder in tot werkzaamheden dienstig aan het gemeenschappelijk belang van alle erfgenamen, waarbij iedere erfgenaam, meerderheid of minderheid, een redelijk belang bij een bepaalde opvatting kan hebben. Een afwikkelingsbewindvoerder werkt buiten dat kader als hij beslissingen neemt in een situatie waar erfgenamen verschillende wensen of tegenstrijdige belangen hebben, bijvoorbeeld verkoop van een woning aan derden om de opbrengst te verdelen, wat enkele erfgenamen wensen, terwijl een erfgenaam de woning wegens verknochtheid toebedeeld wil krijgen. Wetgever verklaarde dat in een situatie met tegenstrijdige belangen de beslissing aan de rechter moet worden overgelaten. Handelt de bewindvoerder tegen deze wettelijke hoofdregel, moet dat als onbevoegd handelen worden beschouwd. Om uitvoer van een onbevoegd genomen beschikkingshandeling te voorkomen kan een verzoek ontslag van de bewindvoerder bij de kantonrechter worden ingediend, met als voorlopige voorziening schorsing van de bewindvoerder. Ook kan bij de Rechtbank een vordering worden ingediend, te bepalen dat de betreffende handeling nietig is, dan wel de handeling te vernietigen, met zo nodig in kort geding een verbod tot uitvoer. Gaat het om een registergoed, kan een notariële akte houdende een beroep op de nietigheid, dan wel de dagvaarding met griffiestempel bij het kadaster worden ingeschreven zodat een notaris of derde van de betwisting van de rechtshandeling op de hoogte is. Beschikkingshandelingen van een testamentair bewindvoerder hebben geen goederenrechtelijke werking.
Houdt de bewindvoerder zich niet aan de norm de taken met de zorg van een goed bewindvoerder uit te voeren, kan eveneens ontslag bij de Kantonrechter worden verzocht en is de bewindvoerder mogelijk aansprakelijk te houden uit onrechtmatige daad. Op die voet kunnen ook de extra kosten die overdracht van het dossier meebrengen, op de bewindvoerder worden verhaald.
De gedragsregels voor het notariaat verbieden een notaris medewerking te verlenen aan het passeren van een akte waarbij een rechtshandeling is neergelegd die tot een onrechtmatige daad kan voeren, nietig of vernietigbaar is, deze norm hoort tot standaard-rechtspraak van Hoge Raad en tuchtrechter.

### Strijd met de goede zeden, openbare orde
Ingevolge artikel 4:44 BW is een testamentaire bepaling nietig wanneer haar inhoud strijdig is met fundamentele vormen van het geschreven of ongeschreven recht. De hoogste rechter bepaalde dat het in strijd is met de goede zeden, een testamentaire making afhankelijk te stellen van een bepaalde geloofsrichting van (de kinderen van) erfgenaam, legataris of lastbevoordeelde wegens strijd met de fundamentele rechtsnorm godsdienstvrijheid. In lagere rechtspraak werd een testamentaire bepaling voor nietig gehouden die de echtgenote verbood haar moeder in de woning toe te laten die in vruchtgebruik was gegeven, wegens strijd met het grondrecht op familieleven. Hetzelfde geldt voor bepalingen die andere grondrechten beknotten, zoals het ongestoord genot van eigendom met betrekking tot de erfenis, dat erfgenamen direct na overlijden krachtens art 4:182 BW toekomt.
Denkt een erfgenaam dat een bepaling omtrent het afwikkelingsbewind om deze reden mogelijk niet rechtsgeldig is, kan een beroep op nietigheid of vernietigbaarheid worden gedaan. Zo nodig kan de rechter worden ingeschakeld. Heeft een bewindvoerder beschikkinghandelingen verricht op basis van een nietige testamentaire bepaling, zoals verkoop van onroerend goed zonder toestemming van alle erfgenamen of levering zonder hun medewerking, en moeten overeenkomst en levering worden teruggedraaid, is de bewindvoerder mogelijk aansprakelijk voor schade omdat hij niet heeft gehandeld met de zorg van een goed bewindvoerder.

### Boedelbeschrijving
Een belangrijke verplichting van bewindvoerder en executeur bij aanvang van de werkzaamheden is het inventariseren van de nalatenschap en het aan de hand daarvan opstellen van een boedelbeschrijving. Daarin zijn alle positieve vermogensbestanddelen en vorderingen op te nemen met objectieve waardebepaling, zowel financieel als emotioneel, van inboedelgoederen een volledige beschrijving vanwege de eventuele immateriële waarde of verknochtheid, met taxatie van waardevolle zaken, een overzicht van alle bekende schulden van erflater met kwalificatie van de directe opeisbaarheid ervan, overzicht van openstaande vorderingen en de lopende kosten. Schuldeisers staan tot drie maanden na overlijden in de wachtkamer, hen moet het overlijden worden meegedeeld en wie de erfgenamen zijn omdat de erfgenamen krachtens art. 4:182 lid 2 BW de opvolgend schuldenaren zijn. De boedelbeschrijving moet aan de erfgenamen ter beschikking worden gesteld, gebeurt dat niet kunnen de erfgenamen schriftelijk manen en zo nodig bij de kantonrechter een verzoek tot opmaken boedelbeschrijving indienen, met dwangsom. Dit verzoek kan gecombineerd met een ontslagaanvraag bewindvoerder voor het geval niet binnen een bepaalde termijn gehoor aan de rechterlijke beschikking wordt gegeven, want een uitgebreide boedelbeschrijving is de enige waarborg die erfgenamen hebben ter controle van het werk van de bewindvoerder lopende de afwikkeling. Met het ontslag kan op verzoek worden bevolen alle zaken die de bewindvoerder onder zich heeft genomen af te geven en een deugdelijke rekening en verantwoording af te leggen aan de opvolger, ook weer onder dwangsom.

### Vordering tot verdeling
Mocht het ontbreken van toestemming door een of meer erfgenamen de afwikkeling langdurig vertragen of blokkeren, hebben elke erfgenaam en de bewindvoerder de wettelijke bevoegdheid bij de Kantonrechter een machtiging te vragen die rechtshandeling te verrichten, de machtiging kan ook onder voorwaarden worden verleend (art. 4:169 lid 3 BW). Daarnaast heeft een bewindvoerder naast de erfgenamen de wettelijke bevoegdheid om bij de Rechtbank een vordering tot verdeling in te stellen zonder toestemming van de erfgenamen (art. 4:170 lid 1 BW). Erfgenamen kunnen bij de rechter hun zienswijze naar voren brengen, bij beoordeling wordt elk belang meegewogen en kunnen naast financiële waardering ook emotionele waarden doorslaggevend zijn.

### Rekening en verantwoording
Andere rechten kunnen worden uitgeoefend op het moment dat rekening en verantwoording moet worden afgelegd. De wet schrijft dat minstens jaarlijks voor, erflater kan een kortere tijdspanne bepalen, wat bij een afwikkelingsbewind verstandig is omdat daar in korte tijd grote bedragen of waardevolle zaken rond kunnen gaan. De bewindvoerder moet alle financiële stukken ter beschikking stellen en verantwoorden welke werkzaamheden zijn verricht, op welk functieniveau en waarom ze noodzakelijk waren. Erfgenamen die het ergens niet mee eens zijn kunnen weigeren decharge te verlenen. Dit controlerecht mag niet bij testament of door de bewindvoerder worden ingeperkt.

## Driesterrenexecuteur of executeur-afwikkelingsbewindvoerder

### Modelregeling voor de testamentenpraktijk van Bernard Schols
In de testamentenpraktijk van het notariaat en de estate planning wordt ook gewerkt met een modelregeling voor de afwikkelingsbewindvoerder waarbij de uitbreiding van bevoegdheden en beperking van de verplichtingen verder gaan dan de wet bepaalt voor de uiterste wilsbeschikking testamentair bewind in een gemeenschappelijk belang. In een testament wordt dan opgenomen dat de bewindvoerder zonder toestemming en medewerking van de erfgenamen de nalatenschap zelfstandig af mag wikkelen en verdelen. Dat zijn beschikkingshandelingen die buiten de reikwijdte van het bewind in een gemeenschappelijk belang vallen en moeten daarom voor nietig worden gehouden.
De regeling is ontworpen door toendertijd notaris Bernard Schols met als doel de eigendomsrechten van erfgenamen te verstikken door te simuleren dat erflater na overlijden nog zeggenschap over de nalatenschap heeft als ware hij eigenaar, bij monde van de bewindvoerder. Erfgenamen worden op papier monddood gemaakt en de uitoefening van hun eigendomsrechten gedurende de afwikkeling gefrustreerd. Dit doel is strijdig met de wettelijke rechten die erfgenamen als deelgenoot van de erfgemeenschap hebben, beschermd door het grondrecht van een ongestoord genot van eigendom. Juridische onderbouwing van de modelregeling door Schols is de aanname, dat de zeggenschap die erflater bij leven over zijn eigendommen heeft, na overlijden voortleeft in de persoon van de bewindvoerder, totdat deze de erfenis heeft afgewikkeld en verdeeld. In deze modelregeling wordt een persoon benoemd als executeur met de meest vergaande wettelijke bevoegdheden, de beheersexecuteur (art. 4:145 BW) en de bevoegdheden van erfgenamen worden op het wettelijk toegestane minimum gezet (art. 4:147 lid 2 BW). Er wordt een testamentair bewind ingesteld en de persoon die als executeur is benoemd wordt ook aangewezen als bewindvoerder. Een variatie is dat een executeur de verdeling als testamentaire last krijgt opgelegd. Men noemt dit model turbo-executeur, driesterrenexecuteur of executeur-afwikkelingsbewindvoerder. Volgens ontwerper Bernard Schols is de regeling niet op de wet gebaseerd, het is geen uiterste wilsbeschikking en er bestaat slechts verbintenisrechtelijke werking, wat meebrengt dat de zakelijke rechten van erfgenamen er niet door worden beperkt.
Deze regeling is niet gebaseerd op geldend recht maar Schols en enkele andere rechtsgeleerden menen dat de Hoge Raad deze ooit voor rechtsgeldig zal kunnen houden, anderen menen van niet. Er is geen bestendige hogere rechtspraak. De Hoge Raad bepaalde onder het oude recht, dat de bij testament met extra bevoegdheden opgetuigde executeur niet mocht verdelen en in 2008 dat deze figuur in een testament dat onder oud recht is opgesteld, maar waarbij de testamentmaker is overlden onder het huidige recht, gelijk gesteld moet worden met de beheersexecuteur onder het huidige recht, bevestigd in 2013. Maakt een bewindvoerder gebruik van buitenwettelijke bevoegdheden op basis van een testament met driesterren executeur en gaat een erfgenaam daar niet mee akkoord, kan tegenover de bewindvoerder een beroep worden gedaan op de nietigheid of vernietigbaarheid van de betreffende testamentaire bepalingen.

### Verschil modelregeling Schols en de wet
Het verschil tussen de zware constructie van Schols en die volgens de wettelijke regels bestaat er uit, dat in het testament als wens van erflater wordt opgenomen dat de bewindvoerder zelfstandig over de nalatenschapsgoederen mag beschikken in juridische zin en de nalatenschap zelfstandig en naar eigen inzicht mag verdelen zonder toestemming en medewerking van alle erfgenamen of vervangende machtiging van de kantonrechter. De erfgenamen hebben volgens deze ideologie niets te zeggen tot rekening en verantwoording is afgelegd. Wezenlijk voor de constructie is dat in de testamentaire bepalingen het element vrijwilligheid bij erfgenamen wordt uitgeschakeld. De wet geeft de bewindvoerder alleen het recht zelfstandig een vordering tot verdeling bij de rechter in te stellen, niet om zelfstandig te verdelen.
Deze zware afwikkelingsbewindvoerder wordt ingezet bij testamenten met de notariële modelregeling quasi-wettelijke verdeling om te bereiken dat een arrest van de Hoge Raad buitenspel wordt gezet, waardoor minder erfbelasting verschuldigd kan zijn. De modelregeling wordt door het notariaat, de estate-planning en de executeursbranche ook geadviseerd als een methode om ruzie te voorkomen. Het Hof Den Bosch besliste in 2020 echter, dat onenigheid onder erfgenamen geen reden is een bewind te laten voortbestaan. De praktijk leert dat er steeds meer zaken door erfgenamen voor de rechter moeten worden gebracht, deels door buitensporig handelen en declareren van de executeur - afwikkelingsbewindvoerder.
De constructie is mede ontwikkeld om dienstig te zijn aan de belangen van het notariaat, de estate planning en de executeursbranche vanuit de gedachte dat een notaris of estate-planner een erflater adviseert bij de vormgeving van een testament, de rol bij testament krijgt toebedeeld en na overlijden bij uitoefening van de functie veel werkruimte heeft, met de daarbij horende declaratiemogelijkheden. Er zijn notarissen die een benoeming alleen accepteren als ze de buitenwettelijke bevoegdheden van driesterren executeur krijgen. Het is de notaris die betrokken is bij de advisering over een testament of het opmaken van de akte, niet toegestaan voordeel uit het testament te trekken, met uitzondering van een benoeming als executeur (art. 20 Wet op het Notarisambt). Een driesterren executeur die de nalatenschap afwikkelt en verdeelt is in die rol erfrechtelijk beschouwd echter geen executeur, maar bewindvoerder.
De modelregeling wordt sinds 2003 in de praktijk toegepast maar wordt niet beschouwd als geldend recht, er is geen hogere jurisprudentie en onder (notarieel) erfrechtsgeleerden en fiscalisten is omstreden of de hoogste rechter de regeling voor rechtsgeldig zal houden. Een ongeldige notariële modelregeling kan door langdurig gebruik in de notariële praktijk geen rechtsgeldigheid verkrijgen.

### Wetgeving en parlementaire geschiedenis
Uit de lange parlementaire geschiedenis blijkt herhaaldelijk dat wetgever de bedoeling had erflater de mogelijkheid te geven de bewindvoerder zelfstandig te laten beschikken in het kader van beheer. Voor de verdeling kreeg de testamentair bewindvoerder over een goederengemeenschap de wettelijke bevoegdheid zonder toestemming van de erfgenamen een vordering tot verdeling bij de rechter in te stellen met een eigen verdelingsvoorstel, na overleg met de erfgenamen. Het is niet de bewindvoerder, maar de rechter die beslist, in een met wettelijke waarborgen omklede procedure waarbij alle belangen, omstandigheden, wensen en standpunten van rechthebbenden kunnen worden afgewogen, ook van rechthebbenden met een minderheidsstandpunt. Zo kan door aanstelling van een bewindvoerder een onverdeelde nalatenschap altijd afgewikkeld worden, maar de bewindvoerder verdeelt niet zelfstandig. Wetgever wilde nadrukkelijk niet dat de rol van de rechter bij testament zou kunnen worden uitgeschakeld en in handen van een derde zou kunnen worden gelegd.
Als in een testament bevoegdheden aan een executeur zijn gegeven die niet passen binnen de wettelijke regeling voor executeurs maar wel voor bewind, mag dit volgens de wetgever zo worden uitgelegd dat het de bedoeling van erflater was een bewind in te stellen. De wens van de erflater inzake duur en bevoegdheden is doorslaggevend; als deze laatste stroken met de regeling van het bewind, is er wezenlijk ook inderdaad sprake van bewind. Dit wordt de materiële leer genoemd. De wettelijke regeling voor een testamentair bewind biedt geen ruimte voor uitbreiding van de bevoegdheden of beperking van verplichtingen van een bewindvoerder buiten de afdeling betreffende de uiterste wilsbeschikking testamentair bewind (art. 4:171 BW). Aan een bewindvoerder kan volgens de wetgever niet de bevoegdheid worden verleend zelfstandig te verdelen omdat het niet past binnen de rechtsfiguur bewind, daar is de kerntaak het beheer, ofwel het conserveren van onder bewind gestelde goederen.

### Geen uiterste wilsbeschikking
De zware modelregeling van het notariaat is geïnspireerd op een rechtsfiguur in het Duitse erfrecht, de Testamentsvollstrecker ofwel testamentuitvoerder. De Duitse wet kent de uiterste wilsbeschikking om de verdeling te mogen bepalen (Teilungsanordnung) en erfgenamen of een derde op te dragen die aanwijzingen uit te voeren, dan wel de verdeling zelf, naar een wettelijke gestandariseerde norm, uit te voeren. Deze uiterste wilsbeschikkingen kent de Nederlandse wet niet en de wet schrijft dwingend voor dat alleen bij de in de wet genoemde uiterste wilsbeschikkingen over de nalatenschap kan worden beschikt. Er kan bij testament dus geen nieuwe uiterste wilsbeschikking worden gecreëerd en bepalingen die niet onder een uiterste wilsbeschikking vallen zijn nietig (4:42 lid 1 BW). Professor Schols wijst hierop in het artikel waar hij de modelregeling presenteert. Ook zijn promotor, professor Van Mourik wijst hier op. Schols meent desalniettemin dat zulke bepalingen rechtsgeldig kunnen zijn op de voet van artikel 4:171 BW. De erfrechtelijke overgang van eigendom, bezit en houderschap van de nalatenschap vindt plaats volgens het in uiterste wilsbeschikkingen bepaalde, omdat de bevoegdheden van de bewindvoerder niet bij uiterste wilsbeschikking kunnen worden geregeld, kan er in Nederland bij testament niet rechtsgeldig een verdelingsaanwijzing worden gegeven op grond waarvan de nalatenschap bij overlijden met deze eigendomsbeperkingen op de erfgenamen overgaat. Er kan worden gewerkt met legaten, testamentaire lasten of een testamentair bewind. De wet geeft de testamentair bewindvoerder bijzondere bevoegdheden om er zorg voor te kunnen dragen dat een onverdeelde nalatenschap kan worden afgewikkeld en verdeeld. Komen de erfgenamen niet tot unanimiteit in beslissingen die buiten het beheer vallen, kan de bewindvoerder zelfstandig de rechter inschakelen. Het was niet de wil van wetgever dat een executeur of bewindvoerder zelf mag verdelen.

### Geen gemeenschappelijk belang
Aanhoudende kritiek vanuit de rechtsgeleerdheid is, dat in de fase van het verdeelklaar maken en de verdeling veelal geen sprake is van een gemeenschappelijk belang omdat de wensen en belangen van de verschillende erfgenamen daar meestal uiteen lopen en tegenstrijdig zijn. De bewindvoerder kan dan niet zelfstandig besluiten nemen die alle belangen evenwichtig dienen, waarmee hij de norm schendt te handelen met de zorg van een goed bewindvoerder en aansprakelijk kan zijn voor nadelen die bij erfgenamen door zijn handelingen ontstaan. Volgens een andere theorie kan de bewindvoerder zijn functie bij tegengestelde belangen niet binnen de bewindsopdracht uitoefenen en zijn beschikkingshandelingen die niet het gemeenschappelijk belang dienen onbevoegd verricht. Om verder te werken in de verdeling kan de bewindvoerder in deze situatie een vordering tot verdeling bij de rechter instellen.

### Strijd met dwingend recht
Een testamentaire bepaling die (eigendoms-)rechten van erfgenamen met betrekking tot hun erfenis buiten werking stelt vanaf overlijden tot aan het einde van de afwikkeling, botst met de dwingendrechtelijke saisine regel (art. 4:182 BW) dat de erfgenamen met het overlijden de erflater van rechtswege opvolgen in al zijn voor overgang vatbare rechten, het bezit en houderschap. Erfgenamen in Nederland worden eigenaar van de erfgemeenschap met de beperking van het testamentair bewind, artt. 4:153, 154 BW, maar niet met verdergaande beperkingen op hun eigendomsbevoegdheden zoals het moeten accepteren van een derde met zeggenschap over hun erfenis. De juridische bouwsteen onder de modelregeling 'almachtige afwikkelingsbewindvoerder', dat middels een nadere regeling krachtens art. 4:171 de hele nalatenschap onder een deken komt te liggen die de zeggenschap van de deelgenoten volgens de algemene spelregels van titel 3.7 doet verstikken, levert mogelijk een schending op van het het grondrecht op ongestoord genot van eigendom, dat zowel de testeervrijheid van erflater bij leven beschermt als het recht van erfgenamen een erfenis na overlijden in eigendom te verkrijgen en te behouden.

## Rechtsonzekerheid

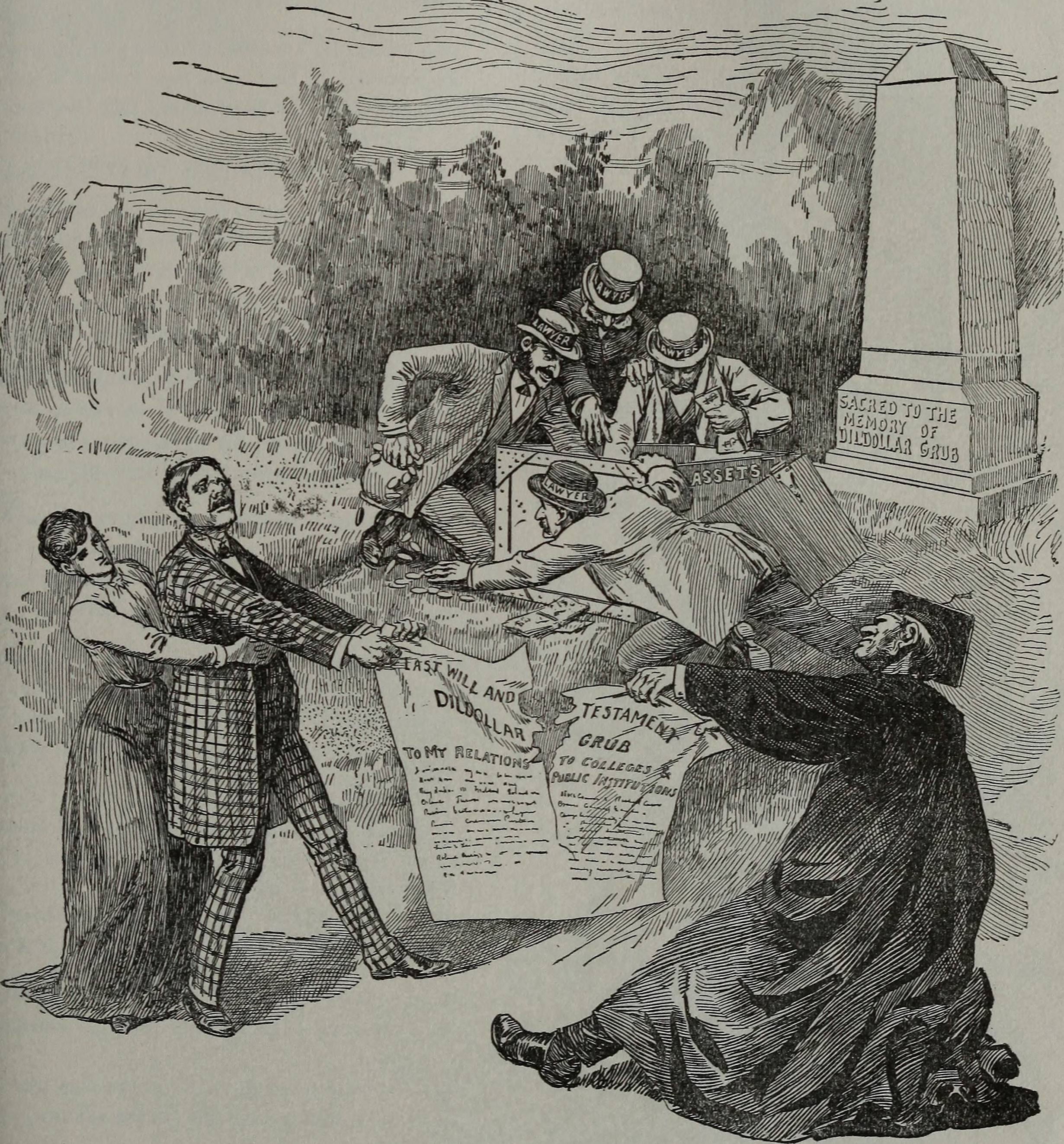
Strijd om de nalatenschap is inkomen voor de advocaat (Amerikaanse cartoon 1902)

Niet alle notarissen gebruiken de buitenwettelijke constructie en wordt een verdeling tot stand gebracht zonder toestemming van alle erfgenamen, is niet elke notaris bereid een akte van verdeling op te stellen of mee te werken aan levering zonder medewerking van alle erfgenamen. Onder notarieel rechtsgeleerden bestaat namelijk verdeeldheid welke verruiming van bevoegdheden of beperking van verplichtingen rechtsgeldig bij testament aan de afwikkelingsbewindvoerder kunnen worden toegekend, met name of de bevoegdheid kan worden gegeven zelfstandig rechtshandelingen te verrichten in de verdeling van een onverdeelde gemeenschap tegen de uitdrukkelijk kenbaar gemaakte wil van één of meer erfgenamen. Te denken valt aan verkoop van de ouderlijke woning of elektrische gitaren van overledene aan derden terwijl een erfgenaam te kennen heeft gegeven die toebedeeld te willen krijgen, erfgenamen de toegang tot de woning te ontzeggen of toedeling van onroerend goed aan een erfgenaam naar eigen goeddunken met bepaling van de waarde op een hoger of lager bedrag dan gebruikelijk bij verdeling van een nalatenschap. De erfrechtsgeleerden zijn het er in beginsel over eens dat de regeling geen geldend recht is, de discussie gaat er over of er voldoende argumenten zijn voor de Hoge Raad om tot rechtsgeldigheid te kunnen beslissen.

### Standpunten vóór rechtsgeldigheid
Bedenker en vooraanstaand bepleiter van de modelregeling is Bernard Schols, toendertijd notaris, nu adviseur estate planning en deeltijd hoogleraar erfbelasting. Ondersteuners zijn zakenpartner, oud-kandidaat-notaris en hoogleraar notarieel recht Freek Schols, alsmede zakenpartner, buitengewoon hoogleraar notariële fiscaliteit en raadsheer plaatsvervanger Wouter Burgerhart. Ze stellen dat een executeur-afwikkelingsbewindvoerder de nalatenschap met buitensluiting van erfgenamen mag afwikkelen en verdelen als dat met duidelijke bewoordingen in het testament is beschreven en het de nadrukkelijke wens van erflater was. Grondslag voor de gedachtegang is een wettelijke regeling in het Duits Burgerlijk Wetboek die naar de Nederlandse notariële praktijk getransponeerd zou kunnen worden via het 'Germania docet'-principe. Bij testament zou erflater dwangvertegenwoordiging voor de erfgenamen kunnen instellen op basis van een quasi-overeenkomst van opdracht tussen erflater en bewindvoerder, een erfrechtelijke verbintenis. Schols onderkent dat de Nederlandse wet geen uiterste wilsbeschikking kent volgens welke de erflater aanwijzingen kan geven voor de verdeling en een derde mag benoemen de aanwijzingen na overlijden uit te voeren, zoals het Duitse erfrecht. Schols poneert als oplossing voor deze leemte, op basis van een eigen uitleg van de grenzen van art. 4:171 BW, dat de bewindvoerder bij testament een zelfstandige verdelingsbevoegdheid kan worden gegeven. Daarbij is de veronderstelling dat aan de bewindvoerder eigendomsrechten over de nalatenschap van anderen toekomen in de periode tussen overlijden en rekenplichtigheid (dual-ownership). De modelregeling biedt geen oplossing voor de botsing van het vermeende verlengde eigendomsrecht van erflater met dat van de erfgenamen, die door overlijden van rechtswege gezamenlijk mede-eigenaar van de onverdeelde nalatenschap zijn geworden met de daarbij horende juridische zeggenschap, met alleen de wettelijke beperkingen op hun rechten die het testamentair bewind in een gemeenschappelijk belang meebrengt.
Dat de buitenwettelijke modelregeling kan worden toegepast wordt met name ondersteund door professionele dienstverleners in en aan het notariaat, de estate planning en de executeursbranche. In het erfrecht werken nauwelijks wetenschappers die niet beroepsmatig verbonden zijn met het notariaat of de estate planning. 

### Standpunten tegen rechtsgeldigheid
Anderen stellen dat doel en strekking van het testamentair bewind is goederen onder bewind te stellen, geen personen en deze goederen te beheren, niet er over te beschikken als ware men eigenaar. Artikel 4:171 BW bepaalt dat uitbreiding van bevoegdheden en beperking van verplichtingen binnen de betreffende afdeling kan plaatsvinden, die van de uiterste wilsbeschikking testamentair bewind. De uiterste wilsbeschikking zoals geformuleerd in art. 4:153 BW is van dwingend recht en kan niet door een eigen creatie worden vervangen. Het zelfstandig uitvoeren van beschikkingshandelingen als verkoop van een kunstcollectie of verkoop en levering van onroerend goed, zijn niet te qualificeren als bewind, het gaat om rechtshandelingen die bij uitsluiting zijn voorbehouden aan de eigenaar. De rechtsfiguur van een executeur-testamentair die erflater na overlijden vertegenwoordigt kende het oud-Nederlands recht maar is al eeuwen afgeschaft. Voorts kent de wet voor het testamentair bewind geen bepalingen van regelend recht rondom de uitoefening van eigendomsrechten van erfgenamen, zoals de wettelijke regeling voor de executeur. Een afwikkelingsbewindvoerder kan de verdeling zelfstandig bewerkstelligen door gebruik te maken van de hem toegekende wettelijke bevoegdheden om zonder toestemming van erfgenamen de rechter in te schakelen, maar beslissingen kunnen alleen worden genomen door de rechter in een met wettelijke waarborgen omklede procedure, niet door de bewindvoerder zelf. Dwangvertegenwoordiging kan alleen bij rechterlijke beslissing worden ingesteld, niet in opdracht of op aanwijzing van een individu (art. 3:300 BW), er bestaat geen uiterste wilsbeschikking die de nalatenschap met de eigendomsbeperking van dwangvertegenwoordiging ter zake van alle eigendomsrechten tijdens de hele afwikkeling van een onverdeelde nalatenschap mogelijk maakt en alleen contrôle achteraf toestaat, als de erfgenamen voor een onomkeerbare feitelijke situatie betreffende de nalatenschapsgoederen staan. Bij een afwikkelingsbewind moet door de bewindvoerder worden gewerkt in een gemeenschappelijk belang. Zodra in de fase van de verdeling de belangen tegenstrijdig worden omdat niet iedere erfgenaam hetzelfde wenst of bepaalde belangen bij toedeling of verkoop heeft die anderen niet hebben, kan de bewindvoerder zijn opgaven niet meer met de zorg van een goed bewindvoerder verrichten. Anderen stellen dat een bewindvoerder zijn functie bij tegengestelde belangen in het geheel niet kan uitoefenen en er van moet worden uitgegaan dat beschikkingshandelingen dan onbevoegd zijn genomen.

### Rechtspraktijk
De modelregeling wordt sinds 2006 regelmatig in de testamentenpraktijk toegepast maar is niet getoetst door hogere rechters of de Hoge Raad en voor rechtsgeldig gehouden. Wel oordeelden hogere rechters dat zelf gecreëerde uiterste wilsbeschikkingen nietig zijn en het Gerechtshof Amsterdam bepaalde dat langjarig praktijkgebruik geen reden is een notariële modelbepaling voor rechtsgeldig te houden. Lagere rechtspraak is casuïstisch. Er is een beschikking van het Gerechtshof Den Bosch dat een testamentair bewindvoerder zich niet als 'heer en meester' over de onder bewind gestelde goederen mag gedragen en een andere dat het bestaan van meningsverschillen onder erfgenamen geen reden is een bewind in stand te houden. Een arrest van hetzelfde Hof bepaalde dat een executeur-bewindvoerder die een nalatenschapsgoed onder de marktwaarde verkocht, aansprakelijk is voor geleden schade. In de rechtspraak zijn geen richtlijnen of normen ontwikkeld voor gedrag van de bewindvoerder of als rechtsbescherming voor de erfgenamen. Desalniettemin wordt de modelregeling in voorlichting aan consumenten door het notariaat, de estate planning en de executeursbranche als wettelijk vaststaand gepresenteerd, mogelijk in strijd met consumentenbeschermingsrecht.
Erfgenamen, bewindvoerder en derden bevinden zich dus in een onzekere rechtspositie wanneer een afwikkelingsbewindvoerder bevoegdheden gebruikt die alleen in het desbetreffende testament zijn genoemd en buiten de grenzen van de uiterste wilsbeschikking testamentair bewind in een gemeenschappelijk belang vallen. Daar komen aan rechtsonzekerheden bij dat er in Nederland geen algemene regeling bestaat voor het bewind, het begrip afwikkeling niet is gedefinieerd, er voor de erfrechtelijke afwikkeling geen specifieke wettelijke regels zijn en er omtrent de verdeling van gemeenschappen onenigheid is onder juristen over inhoud en reikwijdte van de wettelijke regels. Tenslotte gelden er geen wettelijke regels voor de professionele uitoefening van het beroep executeur of testamentair bewindvoerder.

## Afgrenzing met executeur
In de praktijk wordt vaak één persoon benoemd in de functie van afwikkelingsbewindvoerder en die van executeur maar juridisch bestaat een strikte scheiding tussen de regels voor het testamentair bewind (afdeling 5.7 Boek 4 BW) en die voor executeurs (afdeling 5.6 Boek 4 BW). Bij de executeur is bijvoorbeeld geen sprake van bewind, erfgenamen kunnen zijn beheer beëindigen door voldoende middelen ter beschikking te stellen. Bij de afwikkelingsbewindvoerder is geen sprake van een benoeming op basis van een uiterste wilsbeschikking, de functie is ondergeschikt aan de ingestelde bewindsvorm, bij een afwikkelingsbewind bestaat er geen vertegenwoordiging buiten rechte. Een persoon met beide functies wordt verwarrenderwijs wel driesterrenexecuteur, turbo-executeur of executeur-afwikkelingsbewindvoerder genoemd maar de afwikkelingsbewindvoerder is geen executeur en de executeursbevoegdheden mogen niet worden gebruikt voor taken in de rol van afwikkelingsbewindvoerder en omgekeerd. Mede daarom wordt veelal eerst het executeurswerk gedaan, daarna dat van de bewindvoerder. Uit de parlementaire geschiedenis blijkt dat de wetgever alleen een bewindvoerder in gedachten had en niet een gecombineerde functie.

## Afwikkelingsbewindvoerder als beroep
Voor de testamentair bewindvoerder gelden geen kwaliteitsregels, zoals bij de onderbewindstelling van boek 1 BW en het is geen beschermd beroep. Iedereen mag zich testamentair bewindvoerder noemen en zonder passende vooropleiding of ervaring aan de slag. Er is geen (beroeps)aansprakelijheidsverzekering vereist of een verklaring van goed gedrag, er zijn geen regels voor toezicht en controle. Het is mogelijk dat iemand uit een gereglementeerde beroepsgroep werkzaam is als bewindvoerder en zo aan regels van de beroepsgroep is gebonden, zoals een registeraccountant of advocaat. De wet en de rechtspraak bieden geen regels ter bescherming van erfgenamen wanneer een afwikkelingsbewindvoerder gebruik maakt van andere dan de wettelijke bevoegdheden. Dit kan door erfgenamen worden ervaren als rechtsvrije ruimte.